# Mimusops laurifolia
Mimusops laurifolia là một loài thực vật có hoa trong họ Hồng xiêm. Loài này được (Forssk.) Friis mô tả khoa học đầu tiên năm 1981.